# Bunuri mobile din domeniul istorie clasate în patrimoniul cultural național al României aflate în județul Arad
Acestă listă conține bunurile mobile din domeniul istorie clasate în Patrimoniul cultural național al României aflate la momentul clasării în județul Arad.

## Tezaur
| Foto | Informații generale                                  | Detalii tehnice | Descriere | Deținător                   | Legături |
| ---- | ---------------------------------------------------- | --- | --- | --------------------------- | -------- |
|      | Pușcă de vânătoare                                   | Datare: sf. sec. XVII - înc. sec. XVIII Școală: Atelier oriental, Occidental Descoperit: jud. Arad, ARAD Dimensiuni: L totală: 123,9 cm; L țeavă: 86,6 cm: Cal: 18 mm (la gură); G: 3730 g Material: oțel de Damasc; lemn; piele; turnare; incizare; încrustare; sculptare; poansoane | Pușca are țeava din oțel de Damasc, lisă în interior. Suprafața exterioară are o formă tronconică, care spre tunet devine tronco-octogonală, iar spre culată devine tronconică. Gura țevii este ușor evazată. Pe partea superioară a țevii, lângă gură, se află montat țelul. Pe partea superioară țeava este incizată și încrustată cu metal alb (probabil argint) la gură, la mijlocul tunetului și spre culată cu motive vegetale și cinegetice. Pe partea superioară a țevii în zona tronco-octogonală se află o marcă orientală. Mecanismul de dare a focului este complet, are pe părțile exterioare (cocoșul, amnarul, platina și arcul amnarului) gravate și reliefate motive cinegetice. La partea din mijloc a platinei se remarcă un călăreț vânător, înarmat cu o spadă, urmărind un cerb încolțit de doi câini de vânătoare. Pe cocoș este reprezentată zeița vânătorii. Spre partea posterioară a platinei se află un sulițaș pedestru însoțit de un câine alergând. Mecanismul de declanșare are garda din alamă, ornamentată la exterior cu motive vegetale și un cap grotesc, gravate și reliefate. Patul și ulucul sunt parțial sculptate cu motive vegetale. Patul se termină printr-o talpă din alamă, gravată, reprezentând un cerb înconjurat de o ramă cu motive vegetale. La partea superioară a tălpii patului prelungită spre gât se repetă imaginea zeiței vânătorii, surmontată de un cap grotesc. Pe gâtul patului se află o stemă gravată și reliefată cu un medalion în care se află bustul unei persoane având pe cap un coif "a la antique", surmontat de un cap grotesc peste care se remarcă o coroană. Ulucul cu două tuburi din alamă gravate asigură cu ajutorul șanțului de la partea inferioară a ulucului fixarea bătătorului. Alt tub din alamă de fixare a bătătorului este montat direct pe țeavă pe partea inferioară. Cureaua din piele, adăugată ulterior, este fixată printr-un buton pe partea inferioară a patului și de un inel la uluc. Arma are unele părți din incrustațiile de pe țeavă, desprinse și lipsă. Platina este ușor desprinsă la partea posterioară. Bătătorul lipsește. | Complexul Muzeal Arad, Arad | Cimec    |
|      | Trusă de pistoale Autor: Kuchenreuter, Johan Andreas | Datare: 1/2 sec. XVIII Școală: Atelier austriac Descoperit: jud. Arad, com. Șiria, Șiria, castelul Bohus Dimensiuni: Lt: 38,5 cm; L țeavă lisă: 25 cm; cal: 14 mm Material: alamă, oțel, lemn, os; turnare, asamblare, încrustare, gravare, ștanțare                                  | Trusă de pistoale de duel cu cremene, compusă din: cutie de lemn, drepunghiulară (56,5 cm/ 35,5 cm), căptușită în interior cu postav verde; 2 pistoale, cu țevi tronconice spre culată tronco-octogonale, pe care este montată cătarea și pe limba de fixare a țevii la pat se află înălțătorul cu foaie fixă crestată și una mobilă crestată. Pe partea superioară a țevii se află marca și numele armurierului, care se repetă pe platină. Mecanismul de dare a focului este complet funcțional. Mecanismul de declanșare perfect funcțional. Sub uluc, într-un locaș fixat cu două brățări din alamă se află bătătorul din lemn cu cap din os. Patul pistolului parțial sculptat și decorat cu plăci din alamă. Spre partea dinapoi a patului se află un locaș de fixare la un pat suplimentar (cei doi umeri de fixare din partea superioară sunt rupți), putând fi folosit drept carabină. Piesele componente în afara celor descrise sunt: o șurubelniță cu mâner din lemn, un măsurător de pulbere gradat din alamă și fier, un ciocan din lemn, o vergea din lemn cu capul metalic striat spre vârf, claște de turnat gloanțe, toc de praf de pușcă din alamă cu capac din lemn, o menghină metalică, un locaș cu capac din lemn în care se află gloanțe, un prelungitor de lemn. Marca este un cal în galop cu un călăteț, în costumație din 1/2 sec. XIX. Trusa a fost primită de către Arthur Görgey de la generalul rus Sasy, în iulie 1849, pe când primul s-a aflat la Alsó Zsólcza. Prin fiul lui Arthur Görgey, Cornel, a ajuns în posesia ginerelui acestuia, baronul Bohus László. | Complexul Muzeal Arad, Arad | Cimec    |
|      | Trusă de pistoale Autor: Kirner, Jozsef              | Datare: 2/4 sec. XIX Descoperit: jud. Arad, com. Șiria, Șiria Dimensiuni: Ltotală: 38 cm; L țeavă: 24,8 cm Material: oțel de Damasc, lemn, alamă, metal, catifea, sidef; damaschinare, ștanțare, sculptare                                                                            | Trusă de pistoale de duel cu capse, compusă din: cutie dreptunghiulară din lemn, pe partea superioară o rozetă din alamă, în interior este căptușită cu catifea de culoare bleumarin inchis. Pistoalele au țeavă din oțel de Damasc ghintuită, tronco-octogonală, prezintă spre gură 8 șanțuri; gura țevii la pat are un înălțător cu foaie fixă crestată. Pe partea superioară a ațeii, spre culată, este inscripția Kirner Jozsef Pesten, cifrele 1 și 2 și motive vegetale încrustate, din aur. Motivele vegetale sunt repetate în platină, unde se află și inscripția "Kirner", și pe partea exterioară a cocoșului. Patul și ulucul scurt din lemn sculptat cu motive vegetale; patul se finalizează cu un trunchi de prismă, la bază romb metalic, gravat cu motive vegetale. Mecanismele de dare a focului și de declanșare sunt complete și funcționale. Alte componente: bătător din lemn cu cap metalic, vergea din lemn cu cap metalic striat, ciocan de lemn și ebonită, toc pentru pulbere cu partea superioară din alamă capac din lemn; clește pentru făurit gloanțe, șurubelniță și un măsurător de pulbere. Pe partea interioară a capacului, pe o hârtie este numele armurierului în maghiară și germană și pe avers/revers după o medalia 1846. | Complexul Muzeal Arad, Arad | Cimec    |
|      | Trusă de pistoale Autor: A.V. Lebeda                 | Datare: 1/2 sec. XIX Școală: Atelier central-european Descoperit: jud. Arad Dimensiuni: L totală: 40 cm; L țeavă: 25 cm; cal.: 13 mm; L cutie: 45 cm; l cutie: 23 cm Material: oțel de Damasc, lemn, catifea, ebonită; asamblare, turnare în tipare, tăiere                           | Trusă de pistoale de duel cu percuție aparținând generalului Kiss Ernö, care a comandat-o la Praga. Pistoalele au țeava din oțel de Damasc, octogonale, ghintuite; mecanismul de dare a focului complet, funcțional la numărul 2 și cocoș blocat la numărul 1. Partea exterioară pieselor mecanismului de dare a focului este bogat ornamentat cu motive vegetale care sunt repetate și spre culata țevilor. Același lucru și în cazul mecanismului de declanșare, cu trăgaci și siguranșă. Garda decorată pe exterior cu aceleași motive vegetale. Pe partea superioară a țevii este încrustată, între două motive vegetale, cu foiță aurită, inscripția "A.V. Lebeda in Prag", repetată și pe platină; spre gura țevii este talpa cătării are țel. Pe culată și umărul de fixare a țevii sunt cifrele 1 și respectiv 2. Ulucul și patul striat sunt din lemn. În cutie sunt păstrate unelte pentru curățarea armelor, o vergea cu braț din lemn și partea superioară metalică, zimțată spre vârf și o talpă metalică în formă de bulb, la partea inferioară; toc de pulbere din metal cu corpul central circular acoperit cu ebonită; o șurubelniță cu mânerul din lemn și partea superioară metalică; o cheie cu mânerul din lemn și partea superioară metalică; o cutie cilindrică din lemn cu capac în care se află un cap metalic de șurubelniță. Adânciturile în care sunt așezate piesele sunt căptuțite cu catifea verde-inchis, parțial deteriorată și cu un lăcaș pentru gloanțe, cu capac. Cutia executată din lemn este lăcuită și poartă pe capac, în centru, blazonul familiei Kiss Ernö "K.E.". Capacul are un mecanism de închidere defect. | Complexul Muzeal Arad, Arad | Cimec    |
|      | Pistol                                               | Datare: 2/2 sec. XIX Școală: Atelier american Dimensiuni: L: 89 cm; Calibru: 9 mm Material: oțel; textil; ceară; argint; gravare; turnare | Bastonul/pistol a fost utilizat și ca armă de autoapărare, bastonul din oțel cu mâner curb, din argint, are la capăt inscripția gravată. La partea inferioară a bastonului este gura pistolului, iar pe partea superioară a țevii, în apropierea gurii se află un țel (folosit pentru ochire). Bastonul este la partea exterioară vopsit maro. Mecanismul de utilizare a pistolului este defect. De baston este atașat printr-o panglică tricoloră maghiară documentul de autentificare, cu patru sigilii de ceară. Pe baza textului gravat s-a apreciat că bastonul/pistol a fost primit ca dar de la L.C. Howland, în timpul emigrației sale în America, în statul Massachachussets, localitatea Charleston. Bastonul/pistol a intrat în posesia medicului Kossuth Lajos, Bosso Arnoux, care l-a donat Muzeului de relicvii din Arad. Pe cartea de vizită a doctorului Bosso Arnoux, care locuia pe str. 21 via Accademia Albertina, Torino (Italia) se află o dedicație dată la 1 iulie 1893 și semnătura lui Kossuth, datată 1893, Torino. | Complexul Muzeal Arad, Arad | Cimec    |
|      | Pistol cu capse Autor: Tomsonj, T.                   | Datare: 1/2 sec. XIX Școală: Atelier occidental Descoperit: jud. Arad, Arad Dimensiuni: L: 39 cm; Lțeavă: 23,5 cm; Calibru: 14 mm Material: oțel de Damasc; lemn; os; turnare; gravare; încrustare cu filigran                                                                        | Pistol cu capsă compus din țeavă tronco-octogonală, din oțel de Damasc, lisă în interior. La partea superioară a țevii sunt montate piesele pentru luarea liniei de ochire, înălțător cu foaie crestată și cătare cu talpă și țel. Spre culată prezintă motive decorative. Țeava se prelungește cu o talpă gravată cu motive geometrice și florale de fixare la pat. Mecanismul de dare a focului este complet (cocoș, platină, nicovală). Mecanismul de declanșare este complet (trăgaci, garda cu partea exteriorară gravată cu motive vegetale, piedică de siguranță). Pe partea inferioară a brațului gărzii de fixare la pat se remarcă două mărci indescifrabile. Patul și ulucul din lemn sunt încrustate cu filigran de argint. Patul are la partea superioară gâtul sculptat cu o panoplie din arme și steaguri, iar spre mijloc este striat. Talpa patului este metalică, gravată. Ulucul, la partea inferioară are un lăcaș de fixare a bătătorului din lemn cu capul din os fixat de două brățări alungite de argint. A aparținut generalului Kiss Erno, executat în cetatea Aradului. După moartea sa, ordonanța acestuia, Kovacs Mihaly, l-a vândut viitorului primar al Aradului Atzel Peter, care l-a donat Muzeului de Relicvii din Arad. | Complexul Muzeal Arad, Arad | Cimec    |
|      | Carabină                                             | Datare: 1/2 sec. XVII Școală: Atelier occidental Dimensiuni: L: 105 cm; Lțeavă: 83 cm; Calibru: 16 mm Material: metal; lemn; os; turnare; gravare; ștanțare | Carabină cu cremene și rotițe are țeavă tronco-octogonală, ghintuită (7 ghinturi); are montate piesele pentru luarea liniei de ochire, înălțător foaie crestată cu talpa prelungită spre gură și cătare compusă din talpă și țel; spre gură și la culată se află ornamente vegetale gravate. Spre culată țeava se prelungește cu un braț de fixare la gâtul patului. Mecanismul de dare a focului este complet (cocoș, rotiță, platină, tigăiță), cel de declanșare este incomplet (garda din alamă, ondulată la exterior pentru fixare la deget, trăgaciul lipsește). Patul, sculptat la partea superioară dreaptă, și ulucul sunt din lemn, are la partea inferioară un lăcaș de fixare a bătătorului din lemn cu trei brățări din alamă. În dreapta patului se află un lăcaș cu capac glisant, deteriorat. În stânga armei, în dreptul șuruburilor de fixare a mecanismului de dare a focului sunt două rozete circulare din os gravat. | Complexul Muzeal Arad, Arad | Cimec    |
|      | Sabie de paradă                                      | Datare: 2/2 sec. XIX Școală: Atelier occidental Dimensiuni: L: 82 cm; Lgardă: 13,5 cm; Llamă: 71,8 cm; Lteacă: 76,5 cm Material: oțel; fildeș; alamă; aur; textil; lemn; imitație pietre prețioase; au-repouse; gravare                                                               | Sabie de paradă cu lamă curbată, cu muchie netăioasă și tăiș pe partea curbată, are garda din alamă, în formă de "S", cu vârfurile răsucite, cu mâner de fildeș, ușor încovoiat spre partea superioară, cu ecusonul, prelungit spre lamă, gravat cu motive vegetale. Ecusonul, de pe partea interioară are gravat "ARAD", iar alăturat sunt două mărci indescifrabile. În prelungirea dinspre partea centrală a gărzii se conturează în relief, la partea exterioară, coroana Regatului Ungar. Teaca este din lemn acoperit cu un material textil. Garda este prevăzută cu patru aplice, gravate și lucrate în tehnică au-repouse. Pe aplica dinspre partea inferioară a tecii mult lățită, se află aceeași inscripție de pe ecuson. A aparținut chestorului de poliție al Aradului, Charlot Domokos, mort în 1915. | Complexul Muzeal Arad, Arad | Cimec    |
|      | Sabie de paradă                                      | Datare: 2/2 sec. XIX Școală: Atelier occidental Dimensiuni: L: 100,6 cm; Lgardă: 14 cm; Llamă: 80,7 cm; Lteacă: 87 cm Material: oțel; alamă; ebonită; turnare; gravare; au-repouse | Sabie de paradă cu lamă curbă, cu șanț median pe ambele fețe, cu tăiș pe curbură și muchie netăioasă, care spre vârf devine tăioasă pe ambele părți. Pe lamă spre talon sunt gravuri cu motive vegetale și un medalion având la partea superioară o tobă și un bici de luptă (partea exterioară; partea interioară - motive vegetale). Motivele decorative sunt plasate pe lamă brunată, pe ambele părți. Garda este sub formă de platbandă decorată cu motive vegetale, ușor îndoită spre muchia netăioasă, terminată sub forma unui cap de leu. Spre partea opusă garda este prevăvută cu un arc de împreunare lățit, decorat cu motive vegetale și un cap de leu. Mânerul este din metal placat cu ebonită striată. Capul superior al mânerului din alamă gravată cu motive vegetale și un brâu în torsadă. Ecusonul este gravat pe ambele părți cu o figură grotescă. Talonul gărzii, pe partea superioară este decorat cu motive vegetale, iar pe partea interioară cu arme (scut și coif cu penaj). Teaca din alamă este decorată pe ambele fețe cu motive vegetale, gravate și în tehnica au-repouse. Spre partea superioară a tecii sunt atașate două brățări late cu câte un inel de susținere port sabie. Lama este ușor corodată. | Complexul Muzeal Arad, Arad | Cimec    |

## Fond
| Foto | Informații generale                                                                                             | Detalii tehnice | Descriere | Deținător                   | Legături |
| ---- | --- | --- | --- | --------------------------- | -------- |
|      | Bastonul șefului fanfarei din Arad, înființată în anul 1848, pentru trupele de gardă                            | Datare: 1847 Școală: Atelier din Pesta Descoperit: jud. Arad, ARAD Dimensiuni: L totală: 156 cm; L măciulie: 20 cm; D: 11 cm Material: argint; lemn; fibre textile; fir de argint; argintare; ciocănire                                                               | E din lemn (de tei ?) băițuit și lăcuit, terminat cu extremitățile din argint de 13 loth (812,5) cu marcaje. În partea superioară măciulie bogat decorată cu motive vegetale, care are pe părțile laterale în medalioane stemele Ungariei și orașului Arad. În vârful teșit, într-un medalion circular se află inscripția "AZ ARADI MENZETI OR.=/ EMLÉKKÜL CSERNOVITS PÉTER ÖRNAGY". Are două marcaje unul de Pesta (1847), celălalt otoman. Corpul baghetei din lemn are la capăt un manșon lung din argint, terminat în cui de oțel. Pe manșon cele două marcaje și un al treilea (PESTH). Șnurul textil (și cu fir de argint) în culorile tricolorului maghiar, terminat în ciucuri (cu miez de lemn) înconjoară mânerul, în partea superioară fiind prins de corpul bastonului cu un mic suport din argint (?). Bagheta a fost donată de maiorul Cernovits Péter șefului de fanfară din Arad, cu prilejul înființării acesteia. | Complexul Muzeal Arad, Arad | Cimec    |
|      | Pipă donată de Kossuth Lajos lui Csernovits Péter                                                               | Datare: 1866 Școală: Klitsch Descoperit: jud. Arad, ARAD Dimensiuni: H: 11,5 cm; l: 9,4 cm; d: 3,4 cm; D: 4,2 cm Material: spumă de mare; argint; plumb; turnat în tipar; argintare; intarsiere                                                                       | Pipă din spumă de mare de culoare brună, are garnitură și capac din argint de 950. Pe corpul pipei se află un decor geometric din plumb intarsiat. Garnitura capacului are marcajul Diana Kopf (de Timișoara ?) și cel de meșter (N). Baza pipei prezintă marca KLITSCH. Lipsește șipca pipei. Pipa a fost donată de Kossuth Lajos lui Csernovits Péter (după 1866 conform marcajului de argint). | Complexul Muzeal Arad, Arad | Cimec    |
|      | Cupa lui Boczkó Dániel                                                                                          | Datare: 1/2 sec. XIX Școală: Atelier cehoslovac Boemia Descoperit: jud. Bekes, Ungaria Dimensiuni: H: 20 cm; Dgură: 9 cm; Dbază: 9,5 cm Material: cristal de Boemia; aurire; pictare; tăiat; șlefuit                                                                  | Cupă înaltă, din cristal de Boemia din sticlă transparentă și rubin, bază circulară și corpul oval. Decorul este policrom (aur, alb, verde, albastru și cărămiziu). Cupa e decorată pe baza circulară cu motive florale (buchete de flori de „nu mă uita”, încadrate în ovale rubinii) și are pe corp două medalioane ovale. Unul din medalioane conține stema ungară, încadrată de frunze de laur verzi; în partea opusă inscripția „Emlekül” este încadrată de două ghirlande pictate în alb. Două dungi aurite decorează gura cupei. | Complexul Muzeal Arad, Arad | Cimec    |
|      | Clopoțel al ultimei Adunări parlamentare maghiare din 1848                                                      | Datare: mijlocul sec. XIX Școală: Atelier maghiar Descoperit: jud. Arad, ARAD Dimensiuni: H: 10 cm; D: 10,2 cm Material: alamă; lemn; ștanțare; turnare; strunjire | Clopoțelul de alamă cu mâner din lemn, a fost folosit la ultima Adunare a Parlamentului maghiar din 11 august 1848. Clopoțelul are formă de cupă. Între cupă și mâner se află o rozetă de alamă, cu motive florale, realizate prin ștanțare; marginile sunt puțin evazate. Mânerul din lemn are formă fusiformă. La bază, mânerul are incizată o linie circulară, iar mai sus, grupate, alte trei linii. | Complexul Muzeal Arad, Arad | Cimec    |
|      | Cartușieră | Datare: 1/2 sec. XIX Școală: Atelier maghiar Descoperit: jud. Arad, ARAD Dimensiuni: L curea: 130 cm; La curea: 4,5 cm; H: 8,5 cm; La cartușieră: 15 cm; Gr: 3,5 cm Material: alamă; piele; fibre textile; fir metalic; batere; coasere                               | Cartușieră din lemn, îmbrăcat în piele, pe care s-au aplicat motive ornamentale din alamă. Cartușiera e garnisită cu o ramă metalică, bogat decorată cu motive florale, în centru se află coroana Ungariei, având deasupra coroana regală maghiară, înconjurată de frunze de lauri și stejar. Pe părțile metalice laterale sunt redate în relief simboluri de luptă (steaguri, coifuri, sulițe, țevi de tun). Ledunca (cureaua) este prinsă de cartușieră prin trei inele, două fixe și unul mobil. Pe cureaua din piele neagră e cusut un fir metalic în formă de semilună, sunt aplicate un scut cu stema Ungariei, legat prin trei lanțuri de un cap de leu (toate din alamă). Pe interior e cusută cu mâna catifeaua de culoare roșie. Catarama e decorată cu motive florale. Capătul ce se introduce în cataramă are vârful sub formă de fixat un scut miniatural, care trece printr-o parte metalică decorată cu motive florale (ambele din alamă). A fost folosită în timpul Revoluției de la 1848-1849 din Ungaria. | Complexul Muzeal Arad, Arad | Cimec    |
|      | Căruța cu care a fost dus la execuție generalul Damjanich János                                                 | Datare: 1849 Școală: Atelier maghiar Descoperit: jud. Arad, VĂRȘAND Dimensiuni: L loitră: 225 cm; La loitră: 65 cm; L șireglă: 84,5 cm; La șireglă: 42 cm Material: lemn; fier; cioplire; turnare; șlefuire                                                           | Fragmentele din căruța generalului Damjanich János constau în două loitre și o șireglă. Sunt din lemn pe care sunt aplicate benzi de fier înspre capetele ce fac legătura prin inele cu șireglele și alte componente ale căruței. Cu această căruță a fost dus la locul execuției generalul maghiar Damjanich János. | Complexul Muzeal Arad, Arad | Cimec    |
|      | Toba unui regiment maghiar pașoptist                                                                            | Școală: Atelier maghiar Descoperit: jud. Arad, com. ȘIRIA, ȘIRIA Dimensiuni: D: 73 cm; H: 65,5 cm Material: piele; metal; fibre textile; tăbăcire; vopsire; asamblare                                                                                                 | Toba orchestrei unui regiment ce a capitulat la Șiria, este confecționată din piele de culoare deschisă, are sfori încrucișate pentru întinderea și fixarea pielii. Ca ornamente poartă pe ea triunghiuri în culorile tricolorului maghiar. Are ca decor central stema Ungariei, flancată în partea superioară de coroana maghiară; întreaga stemă este înconjurată de frunze de acant, ramură de stejar cu ghinde. A fost găsită la Șiria aproape de locul capitulării armatelor kossuthiste. | Complexul Muzeal Arad, Arad | Cimec    |
|      | Fotoliul lui Damjanich János                                                                                    | Școală: Atelier maghiar Descoperit: jud. Arad, ARAD Dimensiuni: H: 88 cm; l: 53 cm; Pernă: L: 57 cm; l: 54; Gr: 15 cm; Spătar: L: 62 cm; l: 51 cm; Gr: 15 cm Material: lemn; piele; stofă; metal; băițuit; cusut; tapisat                                             | Fotoliu rabatabil este format din schelet de lemn băițuit, îmbinat și prins în șuruburi, pe care sunt așezate două perne, una pentru șezut și cealaltă pentru spate. Suportul spătarului e format din patru benzi de stofă (două verticale, două orizontale), iar cel al șezutului din 8 benzi de cânepă îmbinate (4 orizontale, 4 verticale). Ambele perne sunt umplute cu păr de cal și îmbrăcate în stofă verde închis, pe care sunt stilizate motive geometrice, florale, zoomorfe. Brațele sunt din piele pe care a fost cusută stofa. Ele sunt prinse de schetul din lemn cu șuruburi. Pe marginile pernelor sunt cusute șnururi de culoare verde și bej. A fost folosit de generalul Damjanics, unul din cei 13 generali, executați în cetatea Aradului. | Complexul Muzeal Arad, Arad | Cimec    |
|      | Maiorul Virágh Gedeon Autor: Stager                                                                             | Datare: 20 februarie 1850 Școală: Atelier maghiar Descoperit: jud. Arad, ARAD Dimensiuni: LA: 7,7 cm; Î: 9,6 cm; La passpartout: 19 cm; Î passpartout: 25 cm Material: cerion; guașă; foiță de aur; filde; miniatură în passpartout de carton presat                  | Portretul 1/2, frontal al maiorului de honvezi Virág Gida (Gedeon), executat de Stager în temnița cetății Aradului. Este îmbrăcat în uniformă militară de husar, poartă mâna dreaptă în veston, pe ea o cătușă, pe cap are o tichie albastru-deschis; are barbă și mustață roșcate. În partea stângă are două medalii militare maghiare. Lucrarea este semnată stânga jos, cu negru manuscris, în germană. Passpartout în model rectangular înconjoară portretul. În partea de jos pe acesta se află inscripția în manuscris în limba maghiară, cu tuș negru. Reprezintă ultimul deținut din cetatea Aradului. | Complexul Muzeal Arad, Arad | Cimec    |
|      | Artificierul de honvezi doctor Herzfeld Sandor Autor: Kawalky Lajos                                             | Școală: Atelier maghiar Dimensiuni: L ramă: 15 cm; La ramă: 13,2 cm; L: 8 cm; La: 5,5 cm Material: dagherotipie; hârtie; laviu; passpartout din hârtie; lemn; sticlă                                                                                                  | Pe o placă de metal argintat, de formă dreptunghiulară, portretul bust al unui bărbat cu tunică militară, redat ușor profil dreapta. Placa este încadrată de passpartout din hârtie, care în dreapta jos este semnat "L. Kawalky". Daguerotipul este încadrat în rama de lemn, nuanța cireș, și protejat cu sticlă. Pe verso, inscripția cu cerneală, în limba maghiară: " Dr. Herzfeld Sandor 1848/49 honved tuzmester daguerotip archepe. Adomanyozta Dr. Vas Sandor aradi orvos. 1911. VIII. 25" (Portretul daguerotip al artificierului de honvezi din 1849/49 doctorul Sandor Herzfeld. Donat de medicul arădean dr. Sandor Vas, la 25.VIII.1911). | Complexul Muzeal Arad, Arad | Cimec    |
|      | Cartușiera generalului Pikéty Augustin                                                                          | Școală: Atelier maghiar Descoperit: jud. Arad, INEU Dimensiuni: L curea: 105 cm; La curea: 5 cm; H: 8,5 cm; La cartușieră: 15 cm; Gr: 3,5 cm Material: lemn; aramă; piele; catifea; turnat în tipar; cizelare; cusut                                                  | Cartușieră de ofițer, cu leduncă din piele a aparținut generalului Pikety Augustin. Cartușiera din lemn, îmbrăcată în piele este de formă dreptunghiulară, de culoare neagră, garnisită cu bogate motive florale din alamă, aplicate: central se află stema maghiară, care are deasupra o cunună de laur și o sabie de ofițer, înconjurată de 2 ramuri: una de stejar, cealaltă de lauri. Părțile laterale sunt îmbrăcate cu tablă din alamă ce au în relief un trofeu militar. De ea se prinde, prin trei inele, cureaua. Unul din inele are formă de șarpe. Cureaua e din piele neagră, dublată cu catifea maro. La cele două capete are cusută o semilună cu fir metalic. Pe ea sunt aplicate un scut decorat cu motive florale, iar în centru stema Ungariei, ce are deasupra cununa de laur și o sabie de ofițer. De cele trei inele ale scutului sunt prinse trei lanțuri care se unesc printr-un inel, fixat în gura unui leu. Cureaua se termină printr-un scut de aramă decorat cu motive florale. Catarama ovală, din alamă are pe margini ornamente geometrice. | Complexul Muzeal Arad, Arad | Cimec    |
|      | Sabia de paradă a generalului Damjanich János                                                                   | Datare: 1/2 sec. XIX Școală: Atelier central-european Descoperit: jud. Arad, ARAD Dimensiuni: L sabie cu teacă: 95 cm Material: oțel; filde; alamă; piele; turnare; călire; sculptare; poansonare                                                                     | Sabia este din oțel cu lamă lată, șanț lat median pe ambele fețe, tăiș și muchie netăioasă. Garda dreaptă în cruce, cu brațele ușor înclinate spre mâner, terminată la extremități cu câte un bumb este prevăzută, pe ambele fețe, cu câte un ecuson gravat cu motive vegetale ce încadrează un cap grotesc. Mânerul din metal are plăsea dintr-un fideș gravat și sculptat cu motive vegetale, ce încadrează pe ambele părți o rozetă ovală, gravată cu motive vegetale. Capul mânerului se termină într-un cap de leu, cu gura deschisă, în interiorul căreia se află montat un știft de care este prins un lanț din alamă, care se prinde de gardă printr-un inel. Teaca din lemn este acoperită cu piele de culoare neagră. Pe ea sunt montate trei brățări late din alamă. Brățara superioară prezintă, pe ambele fețe, doi dragoni, spate în spate, decupați, gravați și reliefați. Brățara din mijloc prelucrată în aceeași manieră cu cea superioară prezintă, pe ambele fețe, motive vegetale, un personaj „a la antique” încadrat la partea inferioară de doi câini de vânătoare. Brățara inferioară, lucrată în aceeași manieră cu celelalte este decorată numai cu motive vegetale și se termină printr-un bulb. De brățara superioară și cea mijlocie sunt fixate două inele port-sabie. Sabia, actualmente, fiind blocată în teacă descrierea detaliată a lamei nu a putut fi efectuată. | Complexul Muzeal Arad, Arad | Cimec    |
|      | Brâu | Școală: Atelier maghiar Descoperit: jud. Arad, ARAD Dimensiuni: L: 268 cm Material: fibre textile; lemn; cusut; țesut | Brâu de serviciu folosit de un maior al batalionului „Bocskai”, executat din material textil, în culorile tricolorului maghiar, terminat la cele două capete cu ciucuri de mătase, în culorile tricolorului maghiar, strânse printr-un manșon textil, în culorile verde și alb. Sub ciucuri se află suportul de lemn, pe care cad ciucurii. A fost folosit în timpul Revoluției de la 1848-1849 din Ungaria. | Complexul Muzeal Arad, Arad | Cimec    |
|      | Punga de tabac a lui Pétofi Sandor                                                                              | Datare: 1/2 sec. XIX Descoperit: Ungaria Dimensiuni: L: 16 cm; La: 12,5 cm Material: piele; mărgele; broderie | Pe căptușeala din piele este aplicată o broderie din mărgele mărunte, multicolore. Decor floral în registre, predomină nuanțe de roșu, galben, verde, pe fond alb-sidef și albastru cobalt. Punga se strânge la gură cu un șnur verde trecut prin inele mici metalice. Partea de jos a pungii se termină printr-un ciucure din mărgele galbene. | Complexul Muzeal Arad, Arad | Cimec    |
|      | Pipa generalului Dessewffy Aristid                                                                              | Datare: mijlocul sec. XIX Școală: Atelier austriac Descoperit: jud. Borsod-Abauji-Zemplen, com. Harsany, Ungaria Dimensiuni: L: 11 cm; H: 11 cm Material: spumă de mare; argint; turnat în tipar; laminare; lipireș traforare; gravare                                | Pipa generalului Dessewffy Aristid are garnitură arcuită, placată cu argint pe arc, și capac din argint. Pe capacul cizelat și gravat se află motive florale. Garnitura capacului are ca inscripție semnătura generalului Pipa generalului Dessewffy Aristid. Lipsește șipca. Pipa a fost folosită de generalul revoluționar maghiar în timpul campaniei militare din 1848 din Transilvania. | Complexul Muzeal Arad, Arad | Cimec    |
|      | Agenda generalului Lázár Vilmos                                                                                 | Datare: 1/2 sec. XIX Descoperit: Ungaria Dimensiuni: L: 9,2 cm; La: 12 cm Material: piele; mătase; lemn; grafit; filde; presare; aurire | Agendă din piele de culoare brun deschis, decorată pe prima copertă cu un chenar auriu, cu motive florale și inscripția „Pocket Book”. Interiorul este căptușit cu mătase roșie. În interior se găsește un carnețel cu foi albe și un grafit cu con de lemn terminat cu un capăt ornamental din fildeș. Pe ultima filă a carnețelului se văd urmele unui buchețel de flori ce a fost primit de general de la soția sa (conform bilețelului ce se păstra cândva). | Complexul Muzeal Arad, Arad | Cimec    |
|      | Set de nasturi de pe tunica generalului Kiss Ernő                                                               | Datare: 1/2 sec. XIX Descoperit: jud. Arad, ARAD Dimensiuni: L: 2 cm; D: 1,5 cm Material: opal; turcoaze; metal; email; tăiere; șlefuire | Opt nasturi de formă conică, tăiați în opal. Sistemul de prindere, metalic, al nastureluistrăpunge corpul pietrei și se termină într-un decor sub formă de floare, din metal, cu petale smălțuite în alb și carmin, adunate de un buton mic cu un cabușon de turcoază. Conform înscrisului din registrul inventar, nasturii au fost tăiați de pe tunica generalului Kiss Ernő în momentul ducerii sale la execuție și dați temnicerului Urtika. | Complexul Muzeal Arad, Arad | Cimec    |
|      | Presse-papier al contelui Vécsey Károly                                                                         | Datare: 1/2 sec. XIX Dimensiuni: L: 13 cm; La: 6,5 cm; H: 12 cm Material: fier; turnare | Presse-papier în formă de statuetă. Pe o bază dreptunghiulară este fixat un cal care sugerează mișcarea (are piciorul din față ridicat). Presse-papier-ul este patinat cu negru. | Complexul Muzeal Arad, Arad | Cimec    |
|      | Pipa generalului Vécsey Károly                                                                                  | Datare: 1840 Școală: Medetz Descoperit: jud. Arad, ARAD Dimensiuni: L: 15 cm; H: 12 cm Material: spumă de mare; argint; turnare; gravare | Pipa generalului Vécsey Károly, din spumă de mare, are capac de argint, bombat, decorat cu motive florale și geometrice, rabatabil, cu închizători. Baza pipei are inel din argint, pe partea din spumă este ștanțată inscripția „MEDETZ”. Se termină cu o verigă pentru prinderea lănțișorului, care lipsește. Corpul pipei de culoare maro-gălbui este în formă de „L”, puțin curbat, parcurs în lungimea lui de linii paralele. Gura pipei este îmbrăcată în argint, având marcaj pentru argint 13(?) loth (812,5). Pipa a fost folosită de generalul revoluționar maghiar Vécsey Károly în timpul campaniei militare din 1848. | Complexul Muzeal Arad, Arad | Cimec    |
|      | Cârja generalului Damjanich János                                                                               | Datare: 1849 Școală: Atelier maghiar Descoperit: jud. Arad, PÂNCOTA Dimensiuni: L: 144 cm; La suport: 24,5 cm Material: lemn; piele; cioplire; șlefuire | Cârja generalului maghiar Damjanich János, din lemn, cu suport pentru braț din lemn îmbrăcat în piele. A fost folosită după ce a fost rănit până în momentul executării lui sub zidurile cetății Aradului la 6 octombrie 1849. | Complexul Muzeal Arad, Arad | Cimec    |
|      | Punga de bani a generalului Damjanich János                                                                     | Datare: 1/2 sec. XIX Descoperit: jud. Arad, PÂNCOTA Dimensiuni: L: 15 cm; La: 5 cm Material: mărgele; fir metalic; metal; ață colorată; broderie; croșetare | Pungă de bani lucrată manual, din fir metalic (inițial auriu) și ață colorată policrom, croșetate, cu aplicație de mărgele mărunte aurii și argintii. Trei benzi longitudinale sunt decorate cu roșu și verde. La capete, punga este strânsă prin doi butoni metalici. Deschizătura pungii (7 cm) este pe latura lungă. Punga are două accesorii: inele metalice, aurii, traforate. Punga a fost lucrată de soția generalului Damjanich János. | Complexul Muzeal Arad, Arad | Cimec    |
|      | Machetă pentru monumentul celor „13 Generali” din Arad Autor: Huszár Adolf                                      | Datare: 2/2 sec. XIX Școală: Atelier maghiar Descoperit: jud. Arad, PÂNCOTA Dimensiuni: H: 145 cm; L: 84 cm; La: 84 cm Material: ghips; turnare; pictare | Lucrarea reprezintă macheta propusă de sculptorul Huszar Adolf pentru monumentul celor „13 Generali” executați la Arad în 6 octombrie 1849. Figura centrală a grupului statuar este o femeie care simbilozează "Libertatea”, fiind înconjurată de patru alegorii: "Trezirea libertății”, "Spiritul de luptă”, "Spiritul de sacrificiu”, "Luptător murind”. Pe soclu sunt montate, în medalioane rotunde, efigiile celor 13 generali martiri, iar dreapta-stanga sunt stemele Regatului Maghiar și a orașului Arad. Macheta a câștigat concursul de proiecte, inițiat de orașul Arad, pentru comemorarea celor 13 generali. Dupa moartea sculptorului Huszar Adolf (1885), proiectul monumentului a fost preluat de către Zala Gyorgy, care a intervenit cu mici modificări față de machetă. Monumentul a fost inaugurat la Arad, la 6 octombrie 1890. | Complexul Muzeal Arad, Arad | Cimec    |
|      | Călimara folosită de Tribunalul Marțial din Arad la iscălirea condamnării la moarte a celor 13 generali martiri | Datare: mijlocul sec. XIX Descoperit: jud. Arad, ARAD Dimensiuni: L tavă: 28 cm; La tavă: 21 cm; H călimară: 5,5 cm; H strecurătoare: 5,5 cm; D călimară: 6,7 cm Material: fier; porțelan; turnat în tipar                                                            | Călimară (din fier) de culoare verde, e compusă din tavă și două recipiente din porțelan: o călimară și un pahar cu strecurătoare. Călimara din porțelan de culoare albă nu are capac. Paharul de porțelan de culoare albă are o strecurătoare metalică. Tava de formă dreptunghiulară, de culoare verde închis, cu margini cu decoruri florare este turnată în tipar. Fundul tăvii este, precucrat manual, prins cu nituri. Călimara a fost folosită, în cetatea Aradului, de Tribunalul Marțial după Revoluția din 1848-1849 la semnarea sentințelor de condamnare la moarte a celor 13 generali. | Complexul Muzeal Arad, Arad | Cimec    |
|      | Brățara de lemn lucrată de Dombradi Nagy Sandor                                                                 | Datare: mijlocul sec. XIX Școală: Dombradi Nagy Sandor Dimensiuni: L: 23 cm Material: lemn; cioplire | Brățara realizată din 11 verigi din lemn natur, prinse printr-un lacăt de lemn cu stema Ungariei (sculptată și colorată) pe o parte, iar pe cealaltă are o sabie și inscrisul HAZAMERT (pentru patrie). | Complexul Muzeal Arad, Arad | Cimec    |
|      | Setul de șah al lui Somogyi József Autor: Somogyi József                                                        | Datare: 1850 Școală: Atelier arădean Descoperit: jud. Arad, ARAD Dimensiuni: H: 5,2 cm; La: 2,2 cm; L tablă: 38,8 cm; La tablă: 38,8 cm Material: lemn; hârtie; carton; sculptare; lăcuire; băițuire; cașerare                                                        | Set de figurine de șah, format din 16 figuri de oameni de culoare galbenă și 16 figuri de oameni de culoare neagră, sculptate în lemn. Tabla de șah (din carton) are pătrate albe și negre, înconjurate de un chenar cu motive geometrice. Setul nu are cutie de păstrare. Au fost executate de locotenentul Somogyi Jozsef în temnița cetății din Arad, după Revoluția din 1848-1849. A fost folosit pentru jocul de societate în timpul detenției. | Complexul Muzeal Arad, Arad | Cimec    |
|      | Fes de casă al lui Kossuth Lajos                                                                                | Datare: sec. XIX Școală: Atelier maghiar Dimensiuni: H: 7 cm; D: 20 cm Material: catifea; mătase; ață; croșetare; coasere; aplicare | Fes de casă de formă rotundă din catifea de culoare neagră. De partea superioară atârnă un ciucure din ață neagră prins de corpul bonetei printr-un nasture din lemn îmbrăcat în pânză neagră. Părțile laterale și centrul șepcii sunt bogat decorate cu motive vegetale și florale stilizate alcătuite din șnururi croșetate de culoare gri închis. În interior șapca este căptușită cu mătase de culoare neagră. A fost folosit de Kossuth Lajos. | Complexul Muzeal Arad, Arad | Cimec    |
|      | Pușcă cu percuție                                                                                               | Datare: 1853 Școală: Atelier austriac Dimensiuni: L pușcă: 104,4 cm; L țeavă: 66,5 cm; L baionetă: 52,4 cm; Cal: 18 mm Material: oțel; lemn; turnare; călire; laminare                                                                                                | Pușca are țeava tronconică, din oțel, lisă în interior. Spre gura țevii este montat țelul, iar pe brațul de fixare al țevii de gâtul patului se află înălțătorul fix, cu foaie fixă crestată. Mecanismul de dare al focului este complet (cocoș, percutor). Mecanismul de declanșare este și el complet. Patul și ulucul sunt din lemn. Patul este prevăzut cu o talpă metalică. Ulucul are pe partea inferioară un locaș pentru montarea bătătorului. Bătătorul este din metal. Patul are un buton, iar ulucul o brățară pentru fixarea curelei port-armă. Cureaua lipsește. Pe platină, la partea inferioară "853" (1853, anul fabricației), iar spre partea posterioară se remarcă stema bicefală austriacă. Pe partea superioară a țevii, la culată este o inscripție din care se distinge: J. REM(Z)?ENBERGER. Pe garda trăgaciului se află cifra "3", care se repetă pe talpa patului, unde este însoțită de litera "M"?, pe brațul metalic opus mecanismului de dare al focului și pe brățara de fixare a țevii la uluc, unde este și un marcaj. Baioneta din oțel are vârful ascuțit și trei muchii netăioase. La baza ei se află inelul lat de montare la țeava puștii. Părțile metalice ale armei prezintă coroziune punctiformă. | Complexul Muzeal Arad, Arad | Cimec    |
|      | Carabină | Datare: 1/2 sec. XIX Școală: Atelier occidental Dimensiuni: L totală: 93,3 cm; L țeavă: 53,5 cm; L curea: 85 cm Material: oțel; lemn; alamă; piele; turnare; călire; forjare                                                                                          | Carabina are țeava din oțel, lisă în interior, evazată spre gură. La exterior are o formă tronco-octogonală. La gura țevii, pe partea superioară, este montat țelul. Mecanismul de dare a focului este complet. Cocoșul este posibil să fie adăugat ulterior. Mecanismul de declanșare complet are garda din alamă, ondulată pentru fixarea mâinii. Platina mecanismului de dare a focului prezintă unele gravuri șterse. Patul și ulucul sunt din lemn. Talpa patului este din alamă, iar gâtul patului este striat pe ambele părți. Ulucul este prevăzut cu un șanț pe partea inferioară, pentru fixarea bătătorului din lemn cu capul din alamă. Bătătorul este fixat de uluc și prin două tuburi din alamă. Cureaua port-carabină, din piele, adăugată ulterior, este prinsă printr-un inel de uluc și printr-un buton de pat. Părțile metalice sunt corodate punctiform, iar patul este ușor fisurat la partea inferioară. | Complexul Muzeal Arad, Arad | Cimec    |
|      | Pușcă cu percuție                                                                                               | Datare: 1/2 sec. XIX Școală: Atelier occidental Descoperit: jud. Arad, ARAD Dimensiuni: L pușcă: 104,6 cm; L baionetă: 55,8 cm; Cal: 14 mm; Gr: 3830 g Material: oțel; lemn; turnare; călire; laminare; ștanțare                                                      | Pușca are țeava din oțel, lisă în interior, iar ia exterior are o formă tronconică, care spre culată ia o formă tronco-octogonală. Pe țeavă sunt montate cătarea și înălțătorul cu foaie mobilă. Foaia este prevăzută cu o crestătură la partea superioară, urmată de două ferestre și ele crestate la bază. Mecanismul de dare a focului este complet, dar blocat. Mecanismul de declanșare este complet. Patul și ulucul sunt din lemn. Patul are o talpă metalică și un buton pe partea inferioară pentru fixarea curelei port-armă. Ulucul este prevăzut pe partea inferioară cu un șanț fixarea bătătorului, care mai era asigurat și de un tub metalic. Bătătorul lipsește. Spre gură, țeava este fixată de uluc prin o brățară lată și o brățară îngustă cu un inel de fixare a port-curelei. Pe talpa patului, pe brațul opus mecanismului de dare a focului și pe cele două brățări de fixare a țevii la uluc este ștanțată cifra "7". Părțile metalice prezintă coroziune punctiformă. Baioneta din oțel, cu vârf ascuțit are patru două muchii netăioase (două late și două înguste). Baza baionetei se termină printr-un inel fix, lat, prevăzut cu un șanț și un alt inel îngust, mobil, care asigurau fixarea ei la pușcă. | Complexul Muzeal Arad, Arad | Cimec    |
|      | Presse-papierul comisarului gubernial Beöthy Ödön                                                               | Datare: mijlocul sec. XIX Școală: Atelier maghiar Dimensiuni: L: 5 cm; La: 4 cm; H: 9 cm Material: rocă moale; șlefuire | Compresor de scrisori din rocă moale, de culoare cenușie, în formă de obelisc, cu patru laturi, folosit de comisarul gubernial Beöthy Ödön. Prezintă urme de zgârieturi. | Complexul Muzeal Arad, Arad | Cimec    |
|      | Cocarda gardistului național Nits Samuel din Nyirbator                                                          | Descoperit: jud. Arad, ARAD Dimensiuni: L: 5 cm Material: postav; decupare; coasere | Cocardă cu tricolorul maghiar, confecționată din trei bucăți de postav sub formă de rozete, roșu (cea mai mare), alb și verde (cea mai mică), cusute cu ață și prinse cu o mică rondelă de postav roșu. | Complexul Muzeal Arad, Arad | Cimec    |
|      | Atestatul cocardei gardistului național Nits Samuel din Nyirbator                                               | Descoperit: jud. Arad, ARAD Dimensiuni: L: 9,1 cm; La: 14 cm Material: carton; cerneală; tipărire | Atestat manuscris (post 1870) pe o invitație a Ligii Naționale pentru Ocrotirea Copiilor, tipărită pe carton, față verso. Atestatul este manuscris pe verso, în creion, invitația fiind doar un simplu suport. | Complexul Muzeal Arad, Arad | Cimec    |
|      | Vârful de hampă a aparținut Batalionului 52 de honvezi „Bocskai”                                                | Școală: Atelier maghiar Descoperit: jud. Arad, ARAD Dimensiuni: H: 15 cm; La: 9 cm; Gr: 0,2 g Material: alpaca; laminare; gravare | Vârful de hampă în formă de ogivă are gravată inscripția „Bocskai 52 honvéd Zászloály” pe patru rânduri. Pe verso are urmă de imprimare „Patrona Hungariae”. Vârful a aparținut Batalionului 52 de honvezi "Bocskai”, implicat în momentul revoluționar pașoptist maghiar. | Complexul Muzeal Arad, Arad | Cimec    |
|      | Geanta artificierului Nagy Zoltán                                                                               | Școală: Atelier maghiar Descoperit: jud. Arad, PĂULIȘ Dimensiuni: L totală: 80 cm; L poșetă: 23 cm; L curea, braț drept: 90 cm; L curea, braț stâng: 30,5 cm Material: piele; textile; alamă; tăbăcire; coasere                                                       | Geantă de serviciu cu curea, folosită în 1848 de artificierul Nagy Zoltán. De formă ovaloidă are culoarea naturală a pielii, cu trei despărțituri din piele. Are ramă de alamă, cu două inele de care se prinde cureaua. Cureaua are cataramă din alamă. Geanta are un buzunar mic în față, se închide cu un nasture metalic, rotund, din alamă. De inelul din stânga e prins un lănțișor metalic care se agață de nasture. Lănțișorul e format din 37 de inele, unele duble. | Complexul Muzeal Arad, Arad | Cimec    |
|      | Matriță pentru cuc la chipiuri de honvezi                                                                       | Datare: mijlocul sec. XIX Școală: Atelier maghiar Descoperit: jud. Arad, ARAD Dimensiuni: L: 10,2 cm; La: 8 cm; H: 4,8 cm Material: fier; turnare; laminare; gravare                                                                                                  | Matriță de oțel cu stema maghiară, de formă aproximativ paralelipipedică. Cu ea se băteau cucii pentru chipiurile de honvezi. | Complexul Muzeal Arad, Arad | Cimec    |
|      | Călimara ministrului de interne Szemere Bertalan                                                                | Datare: mijlocul sec. XIX Descoperit: jud. Bekes, Békéscsaba, Ungaria Dimensiuni: L19: 93,3 cm; La: 13 cm Material: sticlă; metal; turnare; incizare | Călimara ministrului de interne Szemere Bertalan e așezată pe un suport din fier, de formă dreptunghiulară ce prezintă un șanț de așezare a penelului. În două lăcașuri sunt așezate o călimară și o strecurătoare de nisip; ambele sunt din sticlă, transparentă fațetate și bizotate. Călimara are suport pentru capac și capacul metalic, iar recipientul din sticlă are un suport și o strecutătoare metalică. | Complexul Muzeal Arad, Arad | Cimec    |
|      | Glonte de armă                                                                                                  | Datare: 1849 Școală: Atelier transilvănean Descoperit: jud. Arad, ARAD Dimensiuni: D: 15 cm Material: plumb; lemn; turnare | Într-un locaș al unui suport din lemn este așezat un glonț de armă din plumb. Pe suportul din lemn, după locașul glonțului se află lipită o hârtie pe care este scris de mână în limba maghiară, cu cerneală neagră: "Puskagolyó a mely az 1849 febr. hó 8 utczan harcz alkalmával furódott a báró Bánhidy féle haz falába. Aldományozkó Póko Béla vár tv. Aradon 1899". Inscripția atestă că glonțul a intrat în casa baronului Bánhidy Béla în timpul luptelor de stradă din Arad (8 februarie 1849). De asemenea se consemnează că donația a fost făcută de Poká Béla din Arad în anul 1899. | Complexul Muzeal Arad, Arad | Cimec    |
|      | Paharul căpitanului Cornides                                                                                    | Școală: Atelier central-european Descoperit: jud. Arad, ARAD Dimensiuni: H: 10 cm; Dg: 6,4 cm; Db: 5,4 cm Material: corn; strunjire; lipire; gravare; pictare | Pahar de băut din corn, decorat prin pictare și gravare, cu talpa rotundă, cilindrică, simplă. Corpul prezintă parțial o scenă de vânătoare gravată și pictată. Pe pahar apare inscripția în limba germană: „Beraucht Euch lhr Zucher, An Punsch und a Wein, Mir reiche den Becher, Ciane allein”. | Complexul Muzeal Arad, Arad | Cimec    |
|      | Sabia ofițerului de honvezi Kelemen László                                                                      | Datare: mijlocul sec. XIX Școală: Atelier maghiar Descoperit: jud. Arad, GHIOROC Dimensiuni: L sabie: 99 cm; L teacă: 89,2 cm Material: oțel; metal; lemn; forjare; laminare; călire                                                                                  | Sabia a aparținut căpitanului gărzii din Ghioroc Kelemen László. Are lama curbată cu un tăiș și contratăiș, muchie netăioasă, cu șanț median pe ambele fețe. Garda are un braț scurt, ușor curbat spre muchia netăioasă și un braț simplu de împreunare, care, la bază se lățește și se curbează ușor spre mâner, la partea interioară. Brațul scurt este prevăzut cu două fante dreptunghiulare, iar partea îndoită spre muchia netăioasă este gravată radial. La partea inferioară a gărzii este un braț metalic prins în trei nituri. Capul mânerului are o lentilă. Mânerul este din metal placat cu o plăsea din lemn cu șanțuri orizontale. Teaca din metal are o potcoavă la partea inferioară și o brățară cu trei nervuri la partea superioară; are două brățări semisferice și două inele de fixare a port-sabiei. Lama e corodată punctiform pe ambele fețe; teaca este lovită pe ambele părți în două locuri, iar pe partea interioară este ușor crăpată în dreptul muchiei tăioase. | Complexul Muzeal Arad, Arad | Cimec    |
|      | Pușcă cu cremene                                                                                                | Datare: 1/2 sec. XIX Școală: Atelier occidental Descoperit: jud. Arad, GHIOROC Dimensiuni: L totală: 150,2 cm; L țeavă: 110,6 cm; Cal: 17 mm Material: oțel; metal; lemn; forjare; laminare; călire                                                                   | Pușca cu cremene are țeava din oțel, lisă în interior, cu o suprafață exterioară tronconică. Pe ea se află montată cătarea din care se păstrează doar talpa. Mecanismul de dare a focului este blocat, iar coșului îi lipsește partea superioară. Mecanismul de declanșare este complet. Patul și ulucul sunt din lemn. Talpa patului este metalică, iar țeava este prinsă de uluc prin două brățări dintre care cea anterioară are un inel de fixare a țevii. Arma a mai avut o brățară în apropierea gurii țevii, actualmente lipsă. Ulucul, la partea inferioară, are un șanț de fixare a bătătorului, care lipsește. Pe partea anterioară a gărzii trăgaciului se mai află un inel post-curea. Pe pat se află lipită o foaie de hârtie, tipărită în limba germană, parțial deteriorată din care încă se disting: "...Rungs=Commissariat: .../Gemeinde .../Temesvar 15 october 1852/ Beuzek/Major". Foaia este ștampilată de către comandamentul militar cu inscripția "K.K. Landes=Regierung Militar Section". În mijlocul ștampilei se află stema imperială austriacă. Pe țeavă, la culată, în stânga se remarcă stanțat un "R. 848", iar în partea dreaptă a țevii o marcă indescifrabilă. Pe părțile metalice coroziune punctiformă, lipsește o brățară de fixare a țevii la uluc și partea superioară a cocoșului. Mecanismul de dare a focului se pare că a fost atașat ulterior, el fiind ca datare la începutul secolului al XlX-lea. | Complexul Muzeal Arad, Arad | Cimec    |
|      | Sabie cu teacă                                                                                                  | Datare: 1/2 sec. XIX Școală: Atelier maghiar Descoperit: jud. Arad, ARAD Dimensiuni: L sabie: 95 cm; L teacă: 85,5 cm Material: oțel; piele; lemn; laminare; călire                                                                                                   | Sabie din oțel, cu lama curbată are un tăiș, un contratăiș scurt și o muchie netăioasă. Are un șanț median lat, pe ambele fețe. Garda are un braț scurt, curbat spre muchia netăioasă și un arc de împreunare simplu. La baza gărzii are câte un ecuson pe ambele fețe. Mânerul este din metal acoperit cu o plăsea din lemn cu șanțuri oblice. Teaca din oțel nu are potcoavă la partea inferioară. Sabia mai este prevăzută cu două inele de fixare a port-sabiei. Are ușoare urme de coroziune punctiforme pe lamă și mai accentuate pe teacă. | Complexul Muzeal Arad, Arad | Cimec    |
|      | Maiorul Bossanyi Kamill                                                                                         | Datare: 2/2 sec. XIX Dimensiuni: L: 11,5 cm; La: 7,2 cm; L: 5,4 cm; La: 4 cm Material: fotografiere; carton; bronz; sticlă | În rama din bronz dreptunghiulară, cu picior de sprijin pliabil, fotografia este decupată în medalion oval și reprezintă bustul unui bărbat matur, cu barbă și favoriți, care poartă o tunică de ofițer. Pe verso, inscripție cu cerneală, în limba maghiară: "Bossanyi Kamill vezerkari ornagy es dandarnok Perczel Mor alatt 849 ben / 825 sept. 21 en" (Bossany Kamill maior în Statul Major al lui Perczel Mor, în 849 / [născut în] 21 sept. 825). Fotografia și inscripția sunt protejate de sticlă. | Complexul Muzeal Arad, Arad | Cimec    |
|      | Cunună în memoria generalului revoluționar pașoptist Lahner Gyorgy                                              | Datare: 1890 Școală: Atelier milanez (?) Descoperit: jud. Arad, ARAD Dimensiuni: D: 25 cm Material: fier; tăiere; batere; nituire | Diferite flori aranjate în formă de coroană, o frunză de palmier, o pamplică cu inscripția: Lahner Gyorgy tabornak emlekere, leanya, Milano, 1890 (în memoria generalului Lahner Gyorgy, fiica, Milano, 1890). | Complexul Muzeal Arad, Arad | Cimec    |
|      | Sabie cu teacă                                                                                                  | Datare: sec. XVIII Școală: Atelier austriac Descoperit: jud. Arad, ARAD Dimensiuni: L totală: 99,3 cm; L teacă: 89,5 cm Material: oțel; metal; lemn; călire; forjare                                                                                                  | Sabia are lama din oțel, ușor curbată, cu un tăiș și contratăiș, cu muchie netăioasă și un șanț median pe ambele fețe, care sunt gravate și cu vulturul bicefal, surmontat de coroana imperială. La partea superioară a coroanei se mai disting și literele "T M". Pe muchia netăioasă este gravată o semnătură "Fischer". Garda în cruce are un braț ușor curbat spre muchia netăioasă și unul simplu de împreunare. Pe brațul dinspre muchia netăioasă are o fantă dreptunghiulară. Mânerul din lemn este îmbrăcat în piele prevăzută cu șanțuri orizontale. Teaca din metal are două brățări cu două inele port-sabie și o brățară lată la partea superioară, care pe partea dreaptă se pare că a avut o inscripție actualmente ștearsă. Prezintă coroziune punctiformă și o porțiune din pielea mânerului uzată. | Complexul Muzeal Arad, Arad | Cimec    |
|      | Suliță | Datare: sec. XVIII Școală: Atelier artizanal Descoperit: jud. Arad, ARAD Dimensiuni: L totală: 148 cm; L fier: 57 cm Material: fier; lemn; forjare | Suliță făurită din fier, are o lamă cu două tăișuri și o nervură mediană, care se prelungește la partea inferioară printr-un manșon conic cu două brațe metalice de fixare la hampa din lemn. Pentru siguranță, cele două prelungiri sunt fixate de hampă și printr-o brățară nituită. Vârful suliței este rupt, lemnul hampei este crăpat și are părți lipsă, la brațele de fixare lipsesc niturile. | Complexul Muzeal Arad, Arad | Cimec    |
|      | Coasă | Datare: 2/2 sec. XVIII Școală: Atelier artizanal țărănesc Descoperit: jud. Arad, ARAD Dimensiuni: L totală: 155 cm; L coasei: 48 cm Material: fier; lemn; forjare; gravare                                                                                            | Coasă de luptă formată dintr-o lamă ușor curbată, cu două tăișuri. Spre bază se lățește și formează un manșon de fixare a coasei de hampa din lemn. Atât lama cât și partea superioară a manșonului este gravată cu motive geometrice (linii și puncte). Manșonul este fixat de hampă printr-un cui. Hampa coasei prezintă crăpături, iar părțile metalice prezintă puncte de coroziune punctiformă. | Complexul Muzeal Arad, Arad | Cimec    |
|      | Flintă | Datare: sf. sec. XVIII Școală: Atelier balcanic Descoperit: jud. Arad, ARAD Dimensiuni: L totală: 152,9 cm; L țeavă: 121,5 cm; Cal: 17 mm (la gură); G: 3130 g. Material: oțel; alamă; lemn; turnare; călire; laminare                                                | Flintă cu țeava din oțel, ușor evazată la gură, lisă în interior, are suprafața exterioară tronco-octogonală, care spre culată ia o formă tronco-octogonală. Pe țeavă este montat țelul din alamă și înălțătorul bloc fix cu crestătură. Mecanismul de dare a focului este complet, dar nefuncțional. Mecanismul de declanșare incomplet (lipsește trăgaciul). Patul și ulucul sunt din lemn. Atât patul cât și ulucul sunt în întregime placate cu plăci din metal gravat cu motive vegetale. La talpa patului marginea superioară are placa metalică lipsă pe-o parte și pe alta. Ulucul are la partea inferioară un șanț acoperit de un tub din alamă gravat cu linii în diagonală ca locaș pentru bătător. Bătătorul lipsește. Țeava este fixată de uluc și prin șase brățări din alamă, gravate cu motive vegetale și geometrice. Pe partea stângă a flintei, la uluc și la gâtul patului sunt fixate câte un inel port-curea. Pe țeavă, în dreptul culatei, în partea dreaptă, se află o marcă. Pe partea superioară se disting două inscripții flancate de două cercuri "ICOSIC" și "ICSOISC". Prezintă unele coroziuni punctiforme pe părțile metalice. | Complexul Muzeal Arad, Arad | Cimec    |
|      | Inel din oțelul dintr-o ghiulea a honvezilor ce asediau Timișoara Autor: Schwartz, Pepi                         | Datare: 1849 Descoperit: jud. Arad, ȘIRIA Dimensiuni: D: 1,8 cm Material: fier; argint; batere; placare; gravare | Inel din oțel, tip ghiul, placat pe interior cu argint. Pe placa dreptunghiulară este gravat: Temesvar 848/9 (litere de mână). Inelul este confecționat din materialul bombelor aruncate de honvezi la asediul cetății Timișoara, explodate de armurierul Schwartz Pepi (conform înscrisului din registrul inventar). | Complexul Muzeal Arad, Arad | Cimec    |
|      | Pistol cu cremene                                                                                               | Datare: sf. sec. XVIII Școală: Atelier mediteranean Dimensiuni: L totală: 43,2 cm; L țeavă: 27 cm; Cal: 16 mm; G: 738 g. Material: oțel; metal; lemn; filigran; gravare; încrustare                                                                                   | Pistol cu țeava din oțel, lisă în interior. La exterior, țeava este tronconică, iar spre culată tronco-octogonală. Pe partea superioară a țevii sunt gravate motive decorative și o marcă înconjurată de șase contramărci. Mecanismul de dare a focului este complet, nefuncțional. Din mecanismul de declanșare se remarcă trăgaciul fără gardă. Patul și ulucul sunt din lemn, încrustat, cu filigran din metal galben și alb, ornat cu motive vegetale și geometrice. Patul se termină într-un bulb, decorat în aceeași manieră cu restul patului. Starea de conservare este relativ bună: are mecanismul de dare a focului nefuncțional; un fragment din partea superioară a ulucului e rupt, bulbul este ușor desprins, părțile metalice prezintă unele urme de coroziune punctiformă; arcul amnarului puțin desprins. Marca este indescifrabilă. | Complexul Muzeal Arad, Arad | Cimec    |
|      | Cartușiera lui Kossuth Lajos Autor: August Stolzmann                                                            | Datare: 1/2 sec. XIX Școală: Atelier polonez Dimensiuni: L: 16,2 cm; La: 6 cm; H: 8,8 cm; H fără capac: 8,1 cm Material: piele; mătase; ștanțare; coasere; împletire                                                                                                  | Cartușieră cu capac este din piele maro deschis. Ea are o formă paralelipipedică, cu baza un dreptunghi. Lateral este prevăzută cu două torți de prindere a șnururilor din piele împletită. Capacul și interiorul cartușierei sunt căptușite cu mătase albă, degradată. Pe părțile laterale se află o ramă decorată cu motive vegetale. Partea inferioară a cartușierei este stanțată cu inscripția pe două rânduri "AUGUST STOLZMANN w/ WARSZAWIE", încadrată într-un chenar vegetal, dreptunghiular. Pe partea superioară a capacului, între două motive vegetale și geometrice se află stanțată o monogramă cu literele majuscule, caligrafice, "A", "B". A fost folosită de Kossuth Lajos în timpul Revoluției pașoptiste. Stare de conservare mediocră: șnururile din piele sunt rupte și lipsesc parțial, pânza e deteriorată și pătată, iar partea inferioară a cutiei este parțial crăpată. | Complexul Muzeal Arad, Arad | Cimec    |
|      | Sabie cu teacă                                                                                                  | Datare: 1840 Școală: Atelier austriac Dimensiuni: L sabie: 96 cm; L teacă: 95 cm Material: oțel; alamă; lemn; călire; nichelare | Sabie cu lama din oțel, ușor curbată, cu un tăiș, contratăiș și muchie netăioasă are un șanț median lat pe ambele fețe. Lama sabiei este gravată cu motive vegetale care încadrează pe partea exterioară o inscripție în limba germană, cu litere gotice "Erinnerung an 13.14.15. März 15. 26. Mai 1848." (La 13.14.15 martie la 15. 26 mai 1848), iar pe partea interioară "Mit Gott für Recht und Vaterland" (Cu Dumnezeu pentru dreptate și patrie). Garda din oțel nichelat are un braț scurt posterior curbat spre muchia netăioasă și un braț de împreunare simplu, desprins de capul mânerului. La baza gărzii, pe ambele părți, este câte un ecuson. Mânerul din metal este acoperit cu plăsea din lemn, prevăzută cu șanțuri ușor oblice, acoperite cu fire împletite din alamă. Teaca din oțel nichelat are, la partea inferioară, o potcoavă metalică și o brățară la partea superioară. Teaca este prevăzută și cu două brățări semisferice pe ambele fețe, de care sunt montate două inele de fixare a port-sabiei. Capul mânerului e prevăzut cu o lentilă. Pe gardă sunt urme de coroziune punctiformă. | Complexul Muzeal Arad, Arad | Cimec    |
|      | Sabie cu teacă a lui Somogyi József                                                                             | Datare: 1/2 sec. XIX Școală: Atelier maghiar Descoperit: jud. Arad, ARAD Dimensiuni: L sabie: 101,7 cm; L teacă: 95,5 cm Material: oțel; alamă; lemn; piele; călire; traforare; decupare                                                                              | Sabie de honved are lama ușor curbată, cu tăiș, contratăiș scurt, cu muchie netăioasă și șanț lat median pe ambele fețe. Lama pe partea exterioară, lângă gardă, are ștanțate cu majuscule literele: A. (?) A.P. Garda din fier are un arc de împreunare lat și traforat cu motive vegetale. Mânerul este din metal, acoperit cu plăsea din lemn, îmbrăcată în piele, brăzdată de șanțuri orizontale, în care este așezată sârma de alamă împletită. Teaca se termină, la partea inferioară, într-o potcoavă metalică și o brățară ușor evazată la partea superioară. Teaca mai are montate două brățări cu inele de care sunt atașate câte o cutea cu două catarame (una mică din fier și una mare din alamă), ornamentate la capete. Teaca prezintă coroziune punctiformă. Sabia a aparținut maiorului de honvezi Somogyi Jozsef. | Complexul Muzeal Arad, Arad | Cimec    |
|      | Pușca de vânătoare cu două țevi a lui Kiss Ernő Autor: Szalay                                                   | Datare: mijloc sec. XIX Școală: Atelier maghiar Dimensiuni: L totală: 119 cm; L țeavă: 81 cm; Cal: 18 mm Material: oțel de Damasc; lemn; încrustare; incizare; gravare; turnare                                                                                       | Pușca are două două țevi cilindrice, din oțel de Damasc, lise în interior, cu o nervură mediană din același material, care le unește. Pe nervură este montat țelul. Gura țevii prezintă un brâu incizat cu metal galben, iar spre culată două sunt brâuri incizate din același metal, la care cel din dreapta are părți lipsă. Mecanismul de dare a focului e complet. Are părțile exterioare gravate cu motive vegetale. Cocoșul din partea dreaptă este nefuncțional. Mecanismul de declanșare e complet; are garda gravată la partea exterioară cu motive vegetale. Patul și ulucul sunt din lemn, iar gâtul patului prezintă striații. Talpa patului este metalică, având gravuri la partea superioară care se prelungește pentru fixare la pat. Pe partea stângă a patului are un locaș cu capac mobil, gravat cu motive vegetale și un cap grotesc. La partea inferioară a țevilor sunt două tuburi scurte dintre care unul are și un inel de fixare a curelei port-armă. Cureaua lipsește. Cele două tuburi asigurau fixarea ărătorului, care lipsește. Pe nervura mediană de fixare a țevilor, înspre culată, este incizat și încrustat cu metal galben "Temesvárott". Pe ambele platine, la partea exterioară, sunt incizate și încrustate cu metal galben "Szalay". Pușca a făcut parte din colecția de arme a familiei generalului pașoptist Kiss Ernő. | Complexul Muzeal Arad, Arad | Cimec    |
|      | Topor-baston al contelui Batthyány Lajos                                                                        | Datare: 2/2 sec. XIX Școală: Atelier central-european Descoperit: jud. Arad, ARAD Dimensiuni: L totală: 92,4 cm; L topor: 13,2 mm Material: oțel; alamă; lemn; piele; turnare; forjare; laminare                                                                      | Toporul este făurit din oțel, decorat cu incrustații din metal galben, ornat cu motive vegetale. Muchia tăioasă este protejată cu o placă din alamă, fixată într-un șurub. Lama toporului este fixată de mâner și printr-o placă de alamă cu două nituri. Pe mânerul din lemn, îmbrăcat în piele de culoare maro, cu bogate decorațiuni geometrice aurii, înspre lamă are aplicat un manșon din alamă, ornat cu motive geometrice. La partea inferioară a bastonului se află un manșon din alamă, simplu fără decorațiuni, terminat printr-o lentilă metalică. Mânerul a fost rupt și restaurat ulterior. | Complexul Muzeal Arad, Arad | Cimec    |
|      | Paharul generalului Kiss Ernő                                                                                   | Datare: 1/2 sec. XIX Dimensiuni: H: 14,5 cm; Dg: 8,5 cm; Db: 6,2 cm Material: sticlă; tăiere; șlefuire | Formă înaltă, cu picior și baza rotundă. Buza este ușor evazată și trasată la exterior cu o linie subțire aurie. Sub buză sunt nouă decorații în formă sferică de culoare galbenă. Deasupra nodulului piciorului, decorație incizată de jur-imprejur. Această decorație se repetă pe muchia tălpii paharului, care pe partea de sprijin are o incizie în formă radială. Buza paharului prezintă două ciobituri la exterior și una mică pe partea interioară. Talpa are mai multe crăpături în adâncime | Complexul Muzeal Arad, Arad | Cimec    |
|      | Paharul generalului Kiss Ernő                                                                                   | Datare: 1/2 sec. XIX Dimensiuni: H: 10 cm; Dg: 6,5 cm; Db: 5,4 cm Material: sticlă; gravare | Formă simplă, înaltă, cu decor gravat: într-un scut sprijinit pe cornul abundenței și surmontat de o acvilă întoarsă spre stânga, inițialele E[rnő] K.[iss]. În partea opusă acestei decorații, scutul heraldic simplu al familiei Kiss de Ittebe: brațul care ridică sabia, înconjurat de două ghirlande de flori. | Complexul Muzeal Arad, Arad | Cimec    |
|      | Topor-baston al contelui general Vécsey Károly                                                                  | Datare: 1/2 sec. XIX Școală: Atelier central-european Descoperit: jud. Arad, BUTENI Dimensiuni: L totală: 86 cm; L topor: 15 mm Material: oțel; lemn; turnare; forjare; șlefuire                                                                                      | Toporul, cu lamă din oțel, are o apărătoare a tăișului din alamă, fixată cu un șurub de lamă. Toporul este fixat de mâner și prin două pene metalice, laterale. Mânerul cilindric este din lemn, care se subțiază spre partea inferioară și care este încorporată într-o brățară metalică, prevăzută cu un nit. Mânerul are o porțiune din lemn ruptă. A fost folosit și ca armă personală de apărare de către Vecsey Károly, unul din cei 13 generali executați în cetatea Aradului. | Complexul Muzeal Arad, Arad | Cimec    |
|      | Set de campanie (tacâm) a generalului Damjanich János                                                           | Datare: 1/2 sec. XIX Dimensiuni: L: 33 cm; L furculiță: 25 cm Material: fier; argint; carton; imitație piele | Set de campanie - tacâm (tip vânătoresc). Furculița din fier montată în mâner realizat din picior de căprioară, printr-un manșon din argint cu 2 marcaje: 13 (13 loth - argint de 812,5) și SF (probabil de meșter bijutier). Pe corpul furculiței (copita din capul mânerului) este un trafor în formă de inimă. Piesa este protejată de un toc din imitație de piele roșie decorată cu motiv floral auriu. Lipsește lingura. | Complexul Muzeal Arad, Arad | Cimec    |
|      | Cocarda tricoloră maghiară a soției generalului Damjanich János                                                 | Datare: 1/2 sec. XIX Școală: Atelier maghiar Dimensiuni: L: 8,5 cm; La: 21,5 cm Material: mătase; mărgele; brodare | Cocarda legata sub formă de fundă. Panglica este din mătase tricoloră (roșu, alb, verde), cu franjuri negri la capete. În mijloc este brodată din mărgele (roșii, verzi, albe) stema Ungariei (fără coroană). A fost purtată de soția generalului Damjanich János. | Complexul Muzeal Arad, Arad | Cimec    |
|      | Brățară lucrată de Ronay M. (prefectul jud. Csongrad) Autor: Ronay M., prefectul jud. Csongrad                  | Datare: 1851 Dimensiuni: D: 7 cm; H: 2 cm Material: lemn; catifea; cioplire | Brățara circulară, în formă de cătușe, din lemn natur decorat la exterior cu catifea verde și inscripția, aplicată din lemn, "Emlek 1851" (Suvenir 1851). Este realizată din două bucăți semicirculare unite printr-o balama din lemn. Închizatoarea este traforată în formă de cruce și legată cu o panglică neagră. Brățara a fost lucrată în temnița din cetatea Aradului, de către prefectul județului Csongrad, Ronay M (conform înscrisului din registrul de inventar). | Complexul Muzeal Arad, Arad | Cimec    |
|      | Brățară lucrată de căpitanul Lendvay Rudolf Autor: Lendvay Rudolf, căpitan                                      | Datare: mijloc sec. XIX Descoperit: Fejér, Ungaria Dimensiuni: D: 6,2 cm; H: 1 cm Material: lemn; catifea; cioplire | Brățara circulară, în formă de cătușe, din lemn natur decorat la exterior cu catifea roșie (decolorată) și inscripția, aplicată din lemn, EMLEK / ARADI (Suvenir Arad), fiecare cuvânt etse încadrat de două frunze la laur. Este realizată din două bucăți semicirculare unite printr-o balama din lemn. Închizătoarea este traforată în formă de cruce. Brățara a fost lucrată de căpitanul Lendvay Rudolf (conform înscrisului din registrul de inventar). | Complexul Muzeal Arad, Arad | Cimec    |
|      | Cocarda tricoloră maghiară a locotenentului-colonel Makray Laszlo                                               | Datare: 3/4 sec. XIX Școală: Atelier maghiar Descoperit: jud. Arad Dimensiuni: D: 6,5 cm Material: mătase; carton; brodare | Cocardă rotundă din trei panglici ce formează tricolorul maghiar (roșu, alb, verde). În mijloc este brodat, naiv, 48. A aparținut locotenent-colonelului de honvezi Makray Laszlo. Cocarda a fost purtata de soția generalului Damjanich János (conform înscrisului din registrul de inventar). | Complexul Muzeal Arad, Arad | Cimec    |
|      | Brățară Autor: Knőthy Ödön, căpitan                                                                             | Datare: 1852 Școală: Komarom Descoperit: jud. Arad, ARAD Dimensiuni: L: 8 cm; La: 5 cm Material: lemn; catifea; sculptare; șlefuire; lipire | Brățară în formă de cătușă, cioplită în lemn, de formă ovală, are partea exterioară decorată cu catifea verde, pe care au fost lipite literele, ce alcătuiesc inscripția: "EMLEKE / A-RAB". Brățara e terminată cu o închizătoare aproximativ pătrată (acoperită cu catifea verde), cu un orificiu prin care trece un lanț din lemn, terminat cu un lacăt din lemn. Lacătul are inscripția, incizată cu ace "K.0.1852". A fost lucrată în temnița cetății Komarom de căpitanul Knőthy Ödön. | Complexul Muzeal Arad, Arad | Cimec    |
|      | Trusă Autor: B.W. Ohligs-Haussmann                                                                              | Datare: 1/2 sec. XIX Școală: Atelier austriac Descoperit: jud. Arad, ARAD Dimensiuni: L cutie: 31 cm; La cutie: 16 cm; H cutie: 5 cm; L revolver: 29,5 cm; L țeavă: 1,6 cm; Cal: 9 mm Material: oțel; lemn; alamă; piele; catifea; turnare; călire; incizare; gravare | Trusa conține un revolver care are țeava din oțel, ghintuită în interior și cu o suprafață octogonală. Țeava face corp comun cu corpul revolverului în care este montat butoiașul cu cinci locașuri de cartuș și mecanismul de declanșare. Pe țeavă sunt montate cătarea, cu talpa cătării și țel și înălțătorul cu foaie fixă crestată. Revolverul se termină într-un pat metalic acoperit cu plăsele din lemn striat. Butoiașul este fixat de corpul revolverului printr-un ax central. Mecanismul de dare a focului este blocat, în partea stângă a corpului revolverului se află o pârghie mobilă. Parțial corpul revolverului este gravat cu motive vegetale. Talpa patului metalică este și ea gravată în aceeași manieră cu corpul. Cutia trusei este din lemn, acoperit cu piele, ștanțată cu motive vegetale la partea superioară. În interior, pe capacul căptușit cu catifea verde este ștanțată stema imperială austriacă și "B.W.Ohligs-Haussmann/ in Wien". Trusa este compusă din: o vergea de lemn cu capul din alamă, pentru curățarea armei, un clește pentru turnarea gloanțelor, o șurubelniță din lemn în partea superioară metalică cu un brâu din alamă, un dozator din alamă, un percutor metalic. Trusa mai are o despărțitură cu capac în care sunt păstrate două gloanțe și câteva capse. Toate componentele trusei sunt păstrate în adâncituri cătușite cu catifea verde aflate pe fundul cutiei. A fost folosită în timpul campaniei militare din 1849-1849. Pielea cutiei e uzată, catifeaua uzată, mecanismul de dare a focului blocat; unele părți metalice ale pieselor prezintă coroziune punctiformă. | Complexul Muzeal Arad, Arad | Cimec    |
|      | Tunica lui Salacz Gyula                                                                                         | Școală: Atelier transilvănean Descoperit: jud. Arad, ARAD Dimensiuni: L spate: 75 cm; L mânecă: 61 cm Material: postav; bumbac; metal; coasere; tivit; brodat | Tunica din postav bleumarin este croită pe talie, cu piepți prelungiți, petrecându-se unul peste altul și încheindu-se cu un rând de șase nasturi din alamă, de formă alungită. În dreptul fiecărui nasture piepții sunt prevăzuți cu șase brandenburguri, terminați lateral cu rozete din galon galben cu mijlocul din același material cu brandenburgurile. Marginile tunicii sunt paspoalate cu șnur de aceeași culoare cu brandenburgurile (roșu). Spatele este prevăzut cu două capace acolodate de găitan roșu. Gulerul este drept, rotungit la margini și paspoalat cu găitan roșu. Spre marginea gulerului, pe ambele părți, se află un galon lat de culoare galbenă. Mâneca este și ea paspoalată și despicată la partea inferioară, prevăzută cu două găici la fiecare mânecă. Întreaga tunică este paspolată pe margini cu bumbac roșu. Tunica are o căptușeală din mătase roșie, iar mânecile de culoare crem. Între căptușeală și postav se află un strat de vatelină. Tunica este, pe alocuri, găurită în interior și exterior, din cauza acțiunii moliilor. | Complexul Muzeal Arad, Arad | Cimec    |
|      | Deținuți pașoptiști în curtea cetății Aradului Autor: Koszkol Jenö                                              | Datare: mijlocul sec. XIX Descoperit: jud. Arad, Cetatea Aradului Dimensiuni: L: 18,4 cm; La: 25,9 cm Material: hârtie; tu; cerneală; acuarele | Acuarela reprezintă o scenă de viață cotidiană din interirorul curții cetății Aradului, în care au fost surprinși câțiva honvezi revoluționari aflați în detenție. Îi enumerăm: 1. Zihrer, 2. Jászvitz, 3. Pfenningsdorf, 4. Nyeregjártó, 5. Ziegler, 6. Schenowitz, 7. Keresztes, 8. Soupper, 9. Apop, 10. Lázár, 10. Clementisz, 11. Virágh, 12. Csutak, 13. Edényi, 14. Meszéna, 16. Csippik, 17. Krausz, 18. Brecsán, 19. Tarnay, 20. Szkenderovics, 21. Danne, 22. Ollik. În partea de sus, în manuscris titlul acuarelei „Az aradi 1848/9 évi pol: magyar foglyok” (Deținuții civili de la Arad din perioada 1848-1849), iar în dreapta jos semnat și datat „rajz Aradon Kovách Ernő 1854” (Desenat la Arad, Kovách Ernő 1854). | Complexul Muzeal Arad, Arad | Cimec    |
|      | Sabie cu teacă                                                                                                  | Datare: 1/2 sec. XIX Școală: Atelier maghiar Descoperit: jud. Arad, Arad Dimensiuni: L totală: 95,5 cm; L lamă: 80 cm; L teacă: 84 cm Material: oțel, lemn, piele, alamă; gravare, batere                                                                             | Sabie care a aparținut generalului de honvezi Aulich Lajos. Lama din oțel este curbă, cu un tăiș, muchie netăioasă și șanț lat spre muchie, care se prelungește până la vârf. Spre vârf, lama capătă și un al doilea tăiș. Pe partea exterioară, spre gardă, este gravată o cruce apostolică, fixată într-o moviliță de pământ, pe care sunt stilizate motive vegetale; pe partea interioară este gravată Sf. Fecioară, îmbrăcată într-o rochie faldată, purtând în mâna dreaptă un buchet cu trei flori, stând pe o sferă în care se remarcă un cap de pasăre cu gura deschisă. Talonul de alamă, are două vârfuri triunghiulare, îndreptate spre lamă. Garda este ușor bombată, gravavtă și traforată cu motive vgetale, se prelungește cu un mâner de împreunare; are pe brațul de împreunare, la partea exterioară stema Ungariei. Mânerul din metal, lemn, acoperit cu piele fixată cu o sârmă de alamă, în torsadă; partea metalică a mânerului este corodată; la fel și garda prezintă coroziune punctiformă. Teaca din lemn, acoperită cu piele și placată cu trei brățări late din alalmă, gravate și lucrate în manieră au repousse și de asemeni marginile tecii sunt întărite cu foaie de alamă, exceptând partea interioară. Teaca are două inele de prindere a port-sabiei. | Complexul Muzeal Arad, Arad | Cimec    |
|      | Cătușe de picior și de mână                                                                                     | Datare: mijlocul secolului XIX Școală: atelier necunoscut Dimensiuni: L totală: 171 cm Material: fier; batere | Cătușe compuse dintr-o cătușă de mână și una de picior, legate cu un lanț, format din 40 de inele. Cătușa de mână este prevăzută cu un lacăt, iar cea de picior cu un nit. Este din fier, corodat. | Complexul Muzeal Arad, Arad | Cimec    |
|      | Sabie | Datare: 1/2 sec. XIX Școală: Atelier occidental Descoperit: Ungaria Dimensiuni: Ltotală: 94 cm; Lsabie: 91 cm; Llamă: 78,5 cm; Lmâner: 12,1 cm; Lteacă: 81,7 cm Material: metal; textil; piele; batere; gravare; încrustare                                           | Sabie de ofițer cu teacă, lamă curbată cu tăiș și o muchie netăioasă, cu șanț median pe ambele fețe, iar spre vârf, lama se lățeste, primind un tăiș scurt spre muchia netăioasă. Pe ambele fețe ale lamei se află gravuri cu motive vegetale încrustate spre gardă. Garda este sub formă de platbandă simplă, ușor îndoită spre muchia netăioasă și prelungită cu un arc de împreunare, prins de capul superior al mânerului. Capul mânerului este din metal prelungit până la gardă spre muchia netăioasă, iar la capăt un bumb de fixare. Garda pe ambele părți are un ecuson. Mânerul gărzii este din lemn îmbrăcat în piele fixată cu sârmă de alamă. Părțile metalice au urme punctiforme de coroziune. Teaca din metal cu două brățări rotund-bombate, terminate spre muchia netăioasă cu două inele de fixare a șnurului dublu din fir aurit, de formă cilindrică, împletit și finalizat cu un bumb din material textil împletit. Șnurul dublu este fixat în două locuri cu rozete din material textil, iar rozeta de pe partea superioară se prelungește cu un șiret de care este fixată o clamă din alamă. Sabia de ofițer a aparținut generalului Répásy Mihály. | Complexul Muzeal Arad, Arad | Cimec    |